# Cyril Tourneur
 (août 2022).
Si vous disposez d'ouvrages ou d'articles de référence ou si vous connaissez des sites web de qualité traitant du thème abordé ici, merci de compléter l'article en donnant les références utiles à sa vérifiabilité et en les liant à la section « Notes et références ».
Pour les articles homonymes, voir Tourneur.
Cyril Tourneur (1575 – 28 février 1626) fut un dramaturge anglais qui connut le sommet de sa gloire durant le règne du roi Jacques Ier d'Angleterre. Son œuvre la plus célèbre est La Tragédie du vengeur (1607), une pièce qui a pu être également attribuée à Thomas Middleton.

## Sa vie
Cyril Tourneur fut peut-être le fils du capitaine Richard Turner, un garde-pêche qui devint plus tard lieutenant-gouverneur de Brill aux Pays-Bas. Tourneur servit aussi les anciens Pays-Bas, comme en témoigne la trace d'un paiement de 1613 pour avoir transporté des lettres à Bruxelles. Il bénéficiait d'une pension du gouvernement des Provinces-Unies, peut-être à titre d'indemnité pour un poste tenu avant que Brill ne soit cédée aux Hollandais en 1616.
En 1625, Sir Edward Cecil, Vicomte de Wimbledon (Viscount Wimbledon), dont le père avait été gouverneur de Brill, le nomma secrétaire au conseil de guerre. Cette nomination fut annulée par Buckingham, mais Tourneur navigua jusqu'à  Cadix en compagnie de Cecil. Au cours du voyage de retour de cette expédition désastreuse, il fut déposé à terre à Kinsale avec d'autres hommes malades et mourut en Irlande, le 28 février 1626 (M.BR.).

## Ses écrits
Un poème allégorique compliqué intitulé The Transformed Metamorphosis est la plus ancienne de ses œuvres connues. La dernière est une élégie sur la mort d'Henry Frederick, Prince de Gales (Henry Frederick, Prince of Wales), fils de Jacques Ier d'Angleterre.
Les deux pièces sur lesquelles repose sa renommée, The Revenger's Tragedy (La Tragédie du vengeur) et The Atheist's Tragedy (La Tragédie de l'athée) ont été éditées respectivement en 1607 et 1611.
Les seuls autres travaux connus de Tourneur sont une pièce perdue, The Nobleman (Le noble), des contributions au Book of Characters (Le livre des personnages) de Sir Thomas Overbury (Thomas Overbury) et une épitaphe de Sir Francis Vere. Ce poème traduit la conception de l'idéal poétique d'un roi parfait ou d'un guerrier heureux, comparable, si une comparaison peut être faite, avec les idéaux plus superbement aboutis de Geoffrey Chaucer et William Wordsworth.
Si Tourneur n'avait pas laissé plus de preuves mémorables de ses talents que celles de la survivance de ses  élégies, il ne mériterait pas une place notable parmi les auteurs anglais.
Sa réputation vient incontestablement des deux pièces qui nous sont parvenues.
On connaît peu de choses sur leur création, et La Tragédie de l'athée pourrait même avoir été écrite avant La Tragédie du vengeur, bien qu'elle fût publiée plus tard.
D'un point de vue littéraire, La Tragédie de l'athée est généralement considérée  comme moins bonne que sa  cousine, car relativement maladroite et franchement moraliste.
Elle reproduit avec assurance les thèmes et les conventions qui sont caractéristiques des pièces morales médiévales et des emblèmes du  Memento mori [NDT : Souviens-toi que tu dois mourir] à l'époque élisabéthaine. Plus intéressant peut-être, ces conventions sont employées dans le contexte de la théologie protestante de Calvin.

### La Tragédie du vengeur
En revanche, La Tragédie du vengeur est depuis longtemps reconnue comme une œuvre dramatique beaucoup plus originale donnant la réplique aux plus grandes réalisations des dramaturges contemporains, notamment Shakespeare.
Le thème de la vengeance est un pastiche de Hamlet, mais la pièce se focalise sur les atrocités du châtiment sanglant au lieu de développer une réflexion philosophique. La pose macabre de Vindice avec le crâne de son aimé s'inspire d'une manière grotesque de la contemplation du crâne de Yorick par Hamlet.
De cette pièce, l'Encyclopedia Britannica écrivait en 1911 :
« Elle est si magnifique, si simple, impeccable et sublime que les plus beaux passages de cette pièce ne peuvent être comparés qu'aux plus nobles exemples de dialogues ou de monologues tragiques qui existent encore aujourd'hui en anglais ou en grec. Il n'y a aucune trace d'imitation ou de reprise d'une source étrangère dans le génie de ce poète [...] [L]a ressemblance entre les vers tragiques de Tourneur et ceux de Shakespeare est une simple preuve de l'affinité naturelle entre deux grands poètes dramatiques, dont l'inspiration s'apparente de temps en temps à celle qui serait plus propre à l'épopée ou à la poésie lyrique. L'impulsion ardente, le roulement de la musique, la vive illustration de la pensée en jets de passion irrépressible, l'alimentation perpétuelle de la passion par la persistance implacable de la pensée, que nous apprécions comme les qualités dominantes et distinctives de cette poésie, comme ces trouvailles qui émaillent les expressions de Hamlet ou de Timon d'Athènes, nous les apprécions également dans la poésie à peine moins magnifique, le sarcasme à peine moins ardent, dont Tourneur a imprégné le rôle de Vindice, un Hamlet obstiné, un Timon plus raisonnable et  plus pragmatiquement primitif et sérieux. Il fut un auteur satirique aussi passionné que Juvénal ou Swift, mais avec une foi plus fine en la bonté, une confiance plus pure dans l'assurance de son triomphe final. Cette constance fervente de l'esprit brise la mélancolie macabre et élargit la gamme limitée d'une imagination tragique qui autrement pourrait être ressentie comme plus oppressive que source d'inspiration. Son humeur sinistre et incisive est aussi particulière dans sa passion sardonique que son éloquence est originale dans la musicalité éprouvante de ses cadences, dans le roulement de son tonnerre rythmique. En tant que dramaturge, sa méthode était presque brute et grossière dans la  précipitation de sa simplicité énergique. En tant qu'acteur, l'intérêt qu'on lui portait était intense mais restreint, son influence magnifique mais limitée. En tant que dramaturge, la force de son génie est assez grande pour lui assurer une place durable parmi les plus importants disciples de Shakespeare. »
Ce commentaire extatique aurait peut-être dû s'adresser à un autre que Tourneur. En effet, la pièce ayant été publiée anonymement et Tourneur n'en apparaissant comme l'auteur que dans une bibliographie de 1650, le fait que La Tragédie du vengeur soit son œuvre est de plus en plus mis en doute. Des preuves externes et internes permettent de supposer avec de fortes présomptions que le véritable auteur fut un dramaturge élisabéthain nommé Thomas Middleton. Dans le registre des Libraires de 1607, La Tragédie du vengeur et A Trick to Catch the Old One figurent dans la même entrée. Dans toutes les autres doubles entrées du registre, les pièces s'avèrent être du même auteur, et on est sûr que A Trick fut écrit par Middleton. On peut également trouver dans des documents contemporains que Middleton composa une autre pièce appelée The Viper and her Brood dont il ne subsiste rien. Certains érudits pensent que Viper et The Revenger's Tragedy sont en fait une seule et même pièce.

### Les mises en scène récentes
Jusqu'à une période récente, beaucoup de metteurs en scène considéraient que La Tragédie du vengeur et The Atheist's Tragedy, expressions du Roman gothique, étaient complètement étrangères au goût moderne. Les choses ont changé pour La Tragédie du vengeur quand elle fut montée de plus en plus souvent et avec un succès croissant depuis les années 1980, que ce soit en Grande-Bretagne ou ailleurs. En 2003, la pièce a même été inspirée le film Revengers Tragedy.
Cependant, les représentations de La Tragédie de l'athée restent peu nombreuses et très espacées dans le temps. Et, en effet, les scores d'audience de cette pièce restent faibles, et l'on ne sait même pas si la pièce fut jouée durant la vie de Tourneur. Si, comme cela semble probable, cette pièce est la seule qui ait survécu, elle ne peut pas être classée comme une des plus grandes.

## Source
- (en) Cet article est partiellement ou en totalité issu de l’article de Wikipédia en anglais intitulé « Cyril Tourneur » (voir la liste des auteurs).